# 宇宙航空研究開発機構
国立研究開発法人宇宙航空研究開発機構（うちゅうこうくうけんきゅうかいはつきこう、英: Japan Aerospace Exploration Agency、略称: JAXA）は、日本の航空宇宙開発政策を担う国立研究開発法人。本部は東京都調布市にある。
内閣府・総務省・文部科学省・経済産業省が共同して所管し、国立研究開発法人格の組織では最大規模である。
2003年10月1日付で日本の航空宇宙3機関、文部科学省宇宙科学研究所（ISAS）・独立行政法人航空宇宙技術研究所（NAL）・特殊法人宇宙開発事業団（NASDA）が統合されて発足した。
名称の「宇宙航空研究開発機構（Japan Aerospace Exploration Agency）」は、本来ならば「日本航空宇宙探査局」となる（あるいは和名に合わせて「Aerospace Research and Development Agency」となる）はずであるが、JAXA公式は敢えて直訳を避けている。

## 目的
現在の法人設置における根拠法令になる国立研究開発法人宇宙航空研究開発機構法4条によれば、本法人の目的は以下の通り。

「大学との共同等による宇宙科学に関する学術研究、宇宙科学技術（宇宙に関する科学技術をいう〔略〕）に関する基礎研究及び宇宙に関する基盤的研究開発並びに人工衛星等の開発、打上げ、追跡及び運用並びにこれらに関連する業務を、宇宙基本法第2条の宇宙の平和的利用に関する基本理念にのっとり、総合的かつ計画的に行うとともに、航空科学技術に関する基礎研究及び航空に関する基盤的研究開発並びにこれらに関連する業務を総合的に行うことにより、大学等における学術研究の発展、宇宙科学技術及び航空科学技術の水準の向上並びに宇宙の開発及び利用の促進を図ることを目的とする」

## 沿革

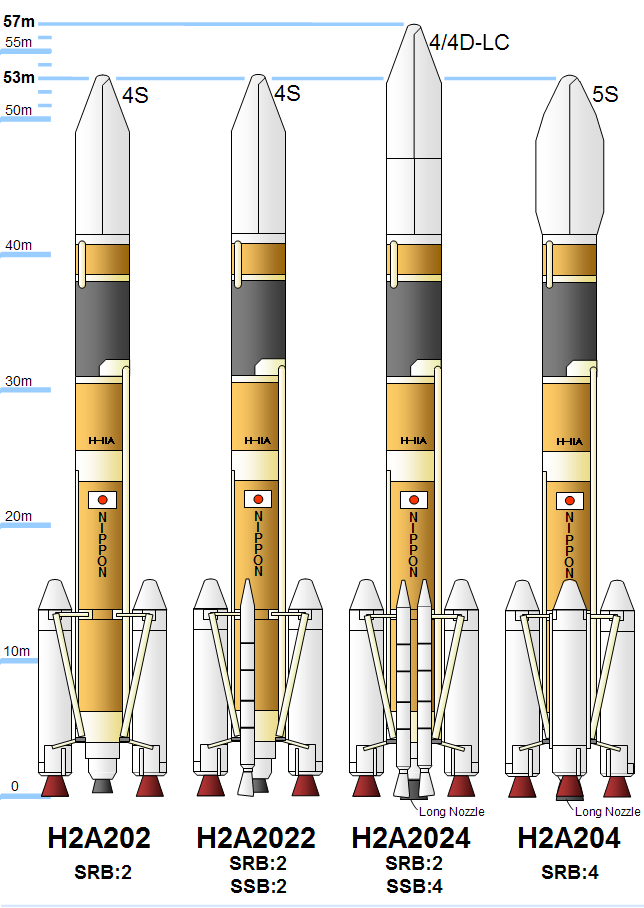
H-IIA ロケットファミリー

### 統合時の状況
JAXAは、国の行政改革の一環としてのみならず、各宇宙機関の連携不足を解消し、相次ぐ失敗により失われた日本の宇宙開発に対する信頼回復を目的に発足した組織であるが、統合直後に臨んだ H-IIAロケット6号機（元は事業団が9月中に打ち上げる予定だった）は上昇途中にトラブルを起こし、地上からの指令で爆破される結果に終わった。さらに、宇宙科学研究所が打ち上げた火星探査機「のぞみ」を火星周回軌道に乗せることにも失敗し、発足後は試練の連続となった。

### 統合後の主な実績
2005年（平成17年）2月26日にはH-IIAロケット7号機でひまわり6号の軌道投入に成功した。7月10日にはM-VロケットによるX線天文衛星すざくの打ち上げにも成功した。X線天文学は日本が世界をリードしている宇宙科学分野である。10月10日には小型超音速実験機NEXST-1による飛行実験に成功した。
2006年（平成18年）には1月から2月にかけての1か月以内に初めて連続3機のロケットを打ち上げた。このとき打ち上げた陸域観測衛星だいちは災害監視に活用され、赤外天文衛星あかりは宇宙科学の発展に貢献している。またひまわり7号は1990年（平成2年）の米国との衛星調達協定以降、初めて成功した国産商用衛星であった。同年には太陽観測衛星ひのでが打ち上げられ、翌2007年12月にはアメリカのサイエンス誌において、さまざまな新発見を掲載した『ひので特集号』が刊行された。
2007年（平成19年）9月に打ち上げたかぐやは、月面のHD画像を地球に送信するなどアポロ計画以来世界最大規模の月探査を成功させ、2009年2月にはこの成果をまとめたサイエンス誌『かぐや特別編集号』が刊行された。
前身のISASが2003年（平成15年）に打ち上げたはやぶさは2010年（平成22年）に地球に帰還し、小惑星からのサンプルリターンを世界で初めて成功させ、2008年7月と2011年8月にサイエンス誌で『はやぶさ特集号』が刊行された。また同2010年に打ち上げたIKAROSは宇宙空間での太陽帆航行を世界で初めて成功させた。世界初の成果を得た「はやぶさ」と「IKAROS」はギネスブックに登録された。

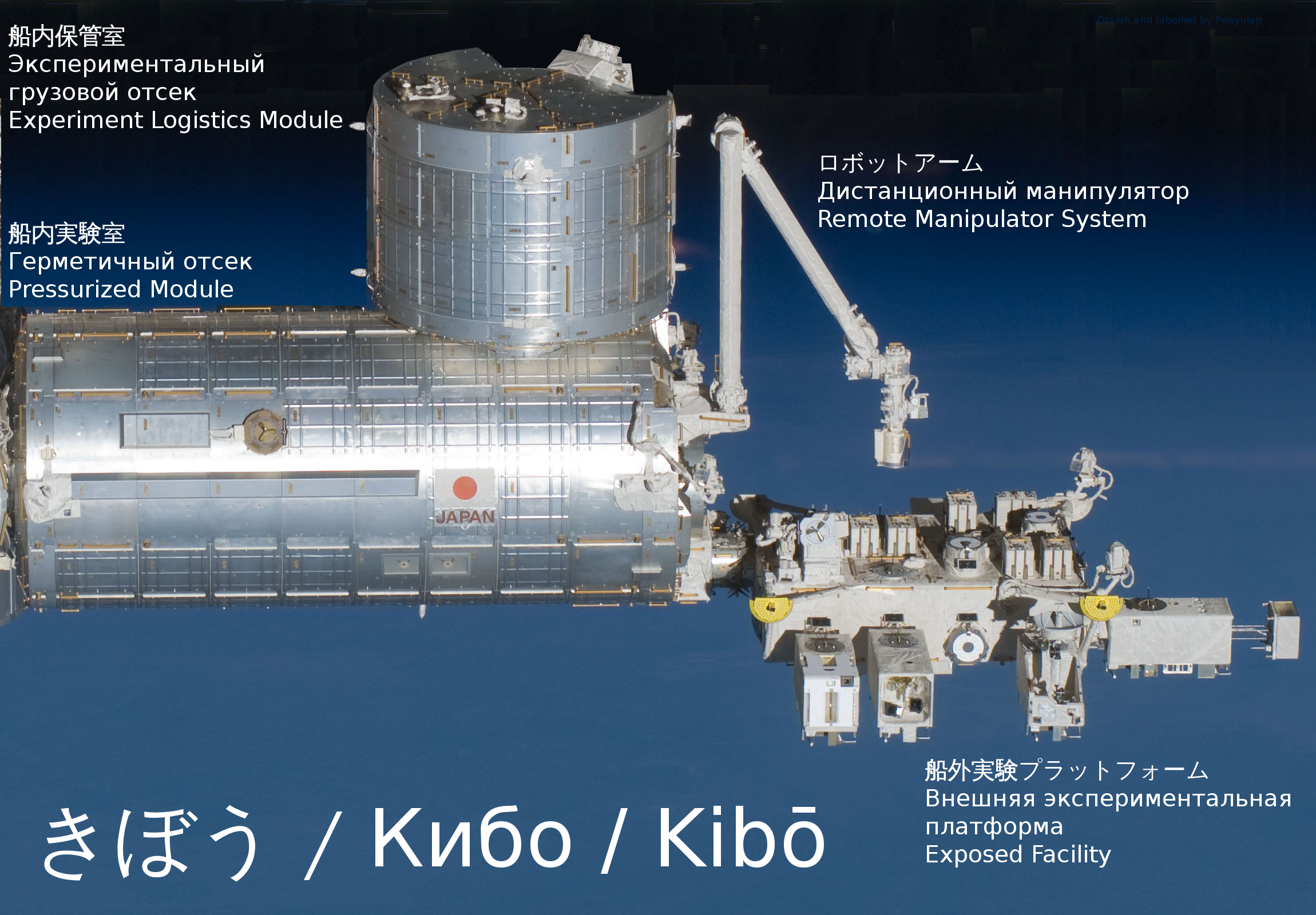
国際宇宙ステーション日本実験棟「きぼう」

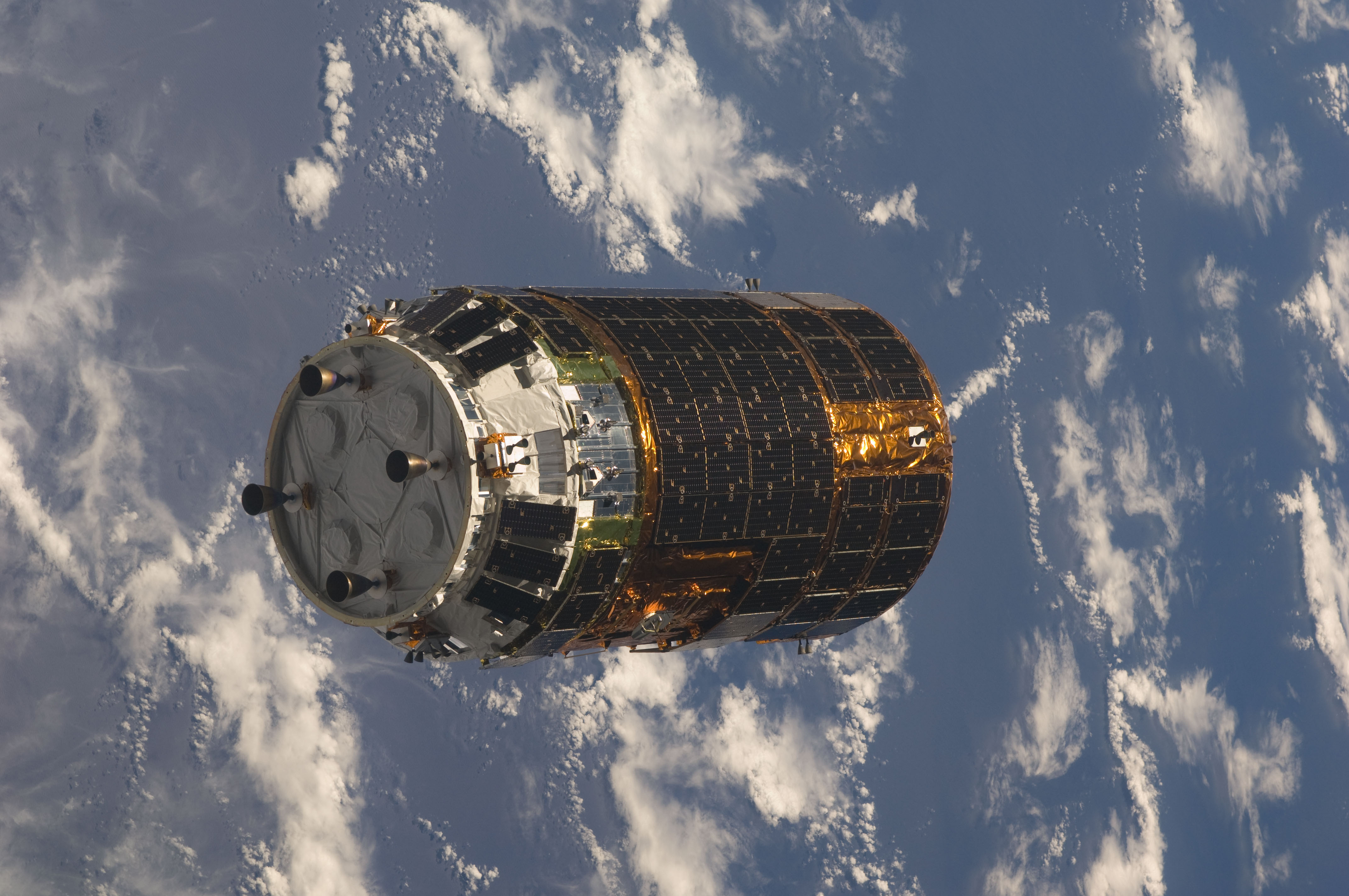
宇宙ステーション補給機

2008年（平成20年）からはきぼう宇宙実験棟の運用が始まり、2009年（平成21年）には H-IIBロケットの打ち上げと宇宙ステーション補給機による国際宇宙ステーションへの物資輸送を成功させたことで、80年代から続けられてきた日本の国際宇宙ステーション計画において大きな成果を収めた。またNASDA時代から引き続きスペースシャトルやソユーズを利用して有人宇宙飛行事業を実施している。
2013年（平成25年）、打ち上げシステムの革新により低コスト化を図った固体燃料ロケットのイプシロンロケット試験機の打ち上げに成功した。また、コスト削減や打ち上げの商業受注を目指して、2007年にH-IIAの、2013年にH-IIBの打ち上げ業務の大部分が三菱重工へ移管されており、2015年（平成27年）11月に日本初となる純粋な商業打ち上げとなるカナダの通信衛星の打ち上げを、H-IIAロケット高度化適用機体で成功させた。
2015年（平成27年）12月には、2010年（平成22年）5月に打ち上げたあかつきを金星の周回軌道に投入することに成功した。これは、日本初となる地球以外の惑星周回軌道への探査機投入成功であった。

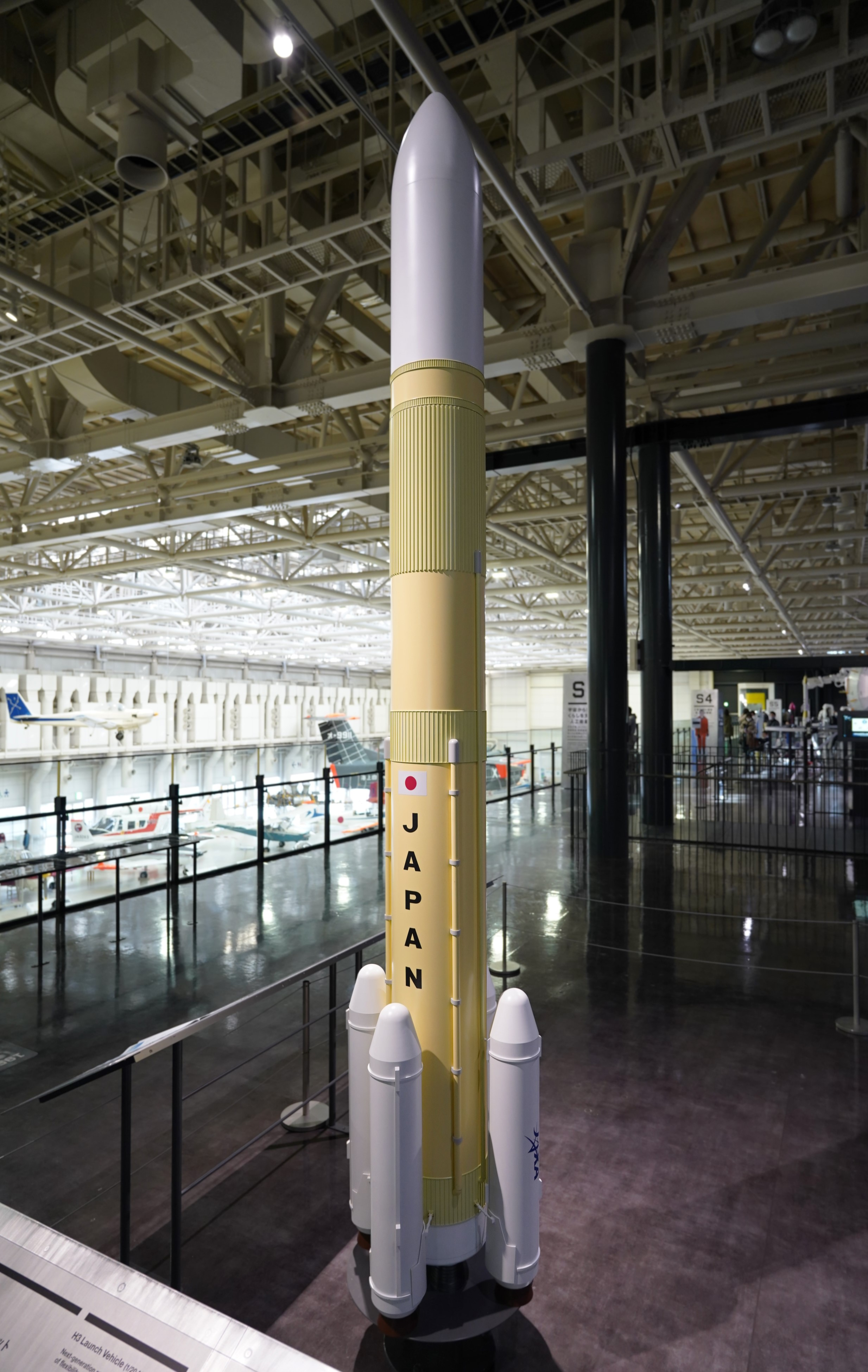
24L形態の20分の1模型（岐阜かかみがはら航空宇宙博物館展示品、2024年3月2日撮影）

2018年（平成30年）4月には、同年2月のTRICOM-1Rの軌道投入成功により、SS-520ロケットが実際に人工衛星を打ち上げた史上最小のロケットとしてギネス世界記録に認定された。
2019年（令和元年）12月には、超低高度衛星技術試験機のつばめが、地球観測衛星の軌道としてはもっとも低い高度167.4kｍを飛行したとしてギネス世界記録に認定された。
2020年（令和2年）5月にH-IIBロケット9号機が打ち上げられ、同年8月に同機により打ち上げられたこうのとり9号機が大気圏に再突入し、H-IIBとHTVの計画をすべて成功させて運用終了した。また同年8月には、トヨタ自動車と開発していた有人月面車の名前をルナクルーザーに決定した。同年12月には2014年（平成26年）に打ち上げられたはやぶさ2の回収カプセルが地球に帰還した。
2023年（令和4年）9月に打ち上げられた月着陸実証機SLIMは、2024年1月に目標着陸地点から誤差55メートルの位置に軟着陸し世界初の月面ピンポイント着陸を成し遂げた。またこの着陸により日本は世界で5番目の月面軟着陸国となった。
2024年（令和5年）2月17日にH3ロケット試験2号機の打ち上げに成功し、1994年のH-IIロケットの初打ち上げ成功から30年ぶりに完全新規設計の大型液体燃料ロケットの打ち上げに成功した。

## 宇宙機の打ち上げ
ここでは、JAXAが開発した宇宙機の打ち上げ、もしくはJAXAの衛星打ち上げロケットによる打ち上げのみを列挙する。H-IIAロケットは13号機から、H-IIBロケットは4号機から打ち上げ業務のほとんどが三菱重工に移管されたが、打ち上げ安全管理業務はJAXAが責任を負う。
| 名称                                                       | 略字名    | 用途                                                                   | 打上ロケット                       | 打上日 | 打上日   | 備考                                                                                       |
| ---------------------------------------------------------- | --------- | ---------------------------------------------------------------------- | ---------------------------------- | ------ | -------- | ------------------------------------------------------------------------------------------ |
| 光学2号機                                                  |           | 情報収集衛星                                                           | H-IIAロケット6号機                 | 2003年 | 11月29日 | 打ち上げ失敗によりロケットが指令破壊され衛星を喪失。                                       |
| レーダ2号機                                                |           | 情報収集衛星                                                           | H-IIAロケット6号機                 | 2003年 | 11月29日 | 打ち上げ失敗によりロケットが指令破壊され衛星を喪失。                                       |
| ひまわり6号                                                | MTSAT-1R  | 運輸多目的衛星                                                         | H-IIAロケット7号機                 | 2005年 | 2月26日  | RSCサービス                                                                                |
| すざく                                                     | ASTRO-EII | X線天文衛星                                                            | M-Vロケット6号機                   | 2005年 | 7月10日  | ISAS（宇宙科学研究本部）                                                                   |
| きらり                                                     | OICETS    | 光衛星間通信実験衛星                                                   | ドニエプルロケット                 | 2005年 | 8月24日  |                                                                                            |
| れいめい                                                   | INDEX     | 小型科学衛星                                                           | ドニエプルロケット                 | 2005年 | 8月24日  | ISAS ピギーバック衛星                                                                      |
| だいち                                                     | ALOS      | 陸域観測技術衛星                                                       | H-IIAロケット8号機                 | 2006年 | 1月24日  |                                                                                            |
| ひまわり7号                                                | MTSAT-2   | 運輸多目的衛星                                                         | H-IIAロケット9号機                 | 2006年 | 2月18日  | RSCサービス 初の1か月以内連続打ち上げ。                                                    |
| あかり                                                     | ASTRO-F   | 赤外線天文衛星                                                         | M-Vロケット8号機                   | 2006年 | 2月22日  | ISAS                                                                                       |
| 光学2号機                                                  | K2        | 情報収集衛星                                                           | H-IIAロケット10号機                | 2006年 | 9月11日  | H-IIAロケット6号機の打ち上げ失敗によって失った衛星の代替機。                               |
| ひので                                                     | SOLAR-B   | 太陽観測衛星                                                           | M-Vロケット7号機                   | 2006年 | 9月23日  | ISAS                                                                                       |
| 大型展開アンテナ 小型・部分モデル2                         | LDREX-2   | 大型展開アンテナの実証試験                                             | アリアンVロケット                  | 2006年 | 10月14日 | 相乗り衛星。                                                                               |
| きく8号                                                    | ETS-VIII  | 技術試験衛星VIII型                                                     | H-IIAロケット11号機                | 2006年 | 12月18日 | 初のH2A204型での打ち上げ。 衛星も5.8トンと過去もっとも重い。                               |
| レーダ2号機                                                | R2        | 情報収集衛星                                                           | H-IIAロケット12号機                | 2007年 | 2月24日  | H-IIAロケット6号機の打ち上げ失敗によって失った衛星の代替機。                               |
| 光学3号実証機                                              | K3        | 情報収集衛星                                                           | H-IIAロケット12号機                | 2007年 | 2月24日  |                                                                                            |
| かぐや                                                     | SELENE    | 月周回衛星                                                             | H-IIAロケット13号機                | 2007年 | 9月14日  |                                                                                            |
| きずな                                                     | WINDS     | 超高速インターネット衛星                                               | H-IIAロケット14号機                | 2008年 | 2月23日  |                                                                                            |
| 日本実験棟「きぼう」 船内保管室                            |           | ISS日本実験棟「きぼう」(JEM) の船内保管室                              | スペースシャトル・エンデバー号     | 2008年 | 3月11日  | 土井隆雄宇宙飛行士が搭乗し組み立てミッション（1J/A）を行う。STS-123                        |
| 日本実験棟「きぼう」 船内実験室/ロボットアーム             |           | ISS日本実験棟「きぼう」（JEM）の船内実験室とロボットアーム             | スペースシャトル・ディスカバリー号 | 2008年 | 6月1日   | 星出彰彦宇宙飛行士が搭乗し組み立てミッション（1J）を行う。STS-124                          |
| いぶき                                                     | GOSAT     | 温室効果ガス観測技術衛星                                               | H-IIAロケット15号機                | 2009年 | 1月23日  | 他に学校・企業開発の小型衛星6機相乗り。                                                    |
| 小型実証衛星1型                                            | SDS-1     | 技術試験衛星                                                           | H-IIAロケット15号機                | 2009年 | 1月23日  | 他に学校・企業開発の小型衛星6機相乗り。                                                    |
| 日本実験棟「きぼう」 船外実験プラットフォーム/船外パレット |           | ISS日本実験棟「きぼう」（JEM）の船外実験プラットフォームと船外パレット | スペースシャトル・エンデバー号     | 2009年 | 7月16日  | ISS長期滞在中の若田光一宇宙飛行士が組み立てミッション（2J/A）を行う。きぼうの完成。STS-127 |
| HTV技術実証機                                              | HTV-1     | 宇宙ステーション補給機（HTV）                                          | H-IIBロケット試験1号機             | 2009年 | 9月11日  | 夜間打ち上げ（2時1分）。                                                                   |
| 光学3号機                                                  |           | 情報収集衛星                                                           | H-IIAロケット16号機                | 2009年 | 11月28日 | 5年の耐用年数の切れる情報収集衛星光学1号機の代替。                                         |

| 名称                    | 略字名     | 用途                               | 打上ロケット             | 打上日 | 打上日   | 備考 |
| ----------------------- | ---------- | ---------------------------------- | ------------------------ | ------ | -------- | --- |
| あかつき                | PLANET-C   | 金星探査衛星                       | H-IIAロケット17号機      | 2010年 | 5月21日  | あかつきはISAS PLANET計画。他に大学開発の小型衛星4機相乗り。 |
| IKAROS                  |            | 小型ソーラー電力セイル実証機       | H-IIAロケット17号機      | 2010年 | 5月21日  | あかつきはISAS PLANET計画。他に大学開発の小型衛星4機相乗り。 |
| みちびき                | QZS-1      | 衛星測位システム                   | H-IIAロケット18号機      | 2010年 | 9月11日  | 準天頂衛星システム計画（QZSS）の初号機。 |
| こうのとり2号機         | HTV-2      | 宇宙ステーション補給機（HTV）      | H-IIBロケット2号機       | 2011年 | 1月22日  | |
| 光学4号機               |            | 情報収集衛星                       | H-IIAロケット19号機      | 2011年 | 9月23日  | 5年の耐用年数の切れる情報収集衛星光学2号機の代替。 |
| レーダ3号機             |            | 情報収集衛星                       | H-IIAロケット20号機      | 2011年 | 12月12日 | |
| しずく                  | GCOM-W1    | 水循環変動観測衛星                 | H-IIAロケット21号機      | 2012年 | 5月18日  | 他にアリラン3号と鳳龍弐号が相乗り。 |
| 小型実証衛星4型         | SDS-4      | 技術試験衛星                       | H-IIAロケット21号機      | 2012年 | 5月18日  | 他にアリラン3号と鳳龍弐号が相乗り。 |
| こうのとり3号機         | HTV-3      | 宇宙ステーション補給機（HTV）      | H-IIBロケット3号機       | 2012年 | 7月21日  | こうのとり3号機の与圧部には5機のCubeSat（日3、米1、米越瑞共同1）を搭載。ISSに搬入後、きぼうから軌道へ投入する（参照）。 H-IIBには新型アビオニクス（参照）を初適用。                                           |
| レーダ4号機             |            | 情報収集衛星                       | H-IIAロケット22号機      | 2013年 | 1月27日  | |
| 光学5号実証機           |            | 情報収集衛星                       | H-IIAロケット22号機      | 2013年 | 1月27日  | |
| こうのとり4号機         | HTV-4      | 宇宙ステーション補給機（HTV）      | H-IIBロケット4号機       | 2013年 | 8月4日   | こうのとり4号機の与圧部には4機のCubeSat（日越共同1、米3）を搭載。ISSに搬入後、2013年10月から2014年3月にかけて順次きぼうから軌道へ投入する。 4号機からH-IIBの打ち上げ業務が三菱重工に移管された。              |
| ひさき                  | SPRINT-A   | 惑星分光観測衛星                   | イプシロンロケット試験機 | 2013年 | 9月14日  | 2度の延期のあとのイプシロンロケットの初打ち上げ。8月22日の打ち上げが信号中継装置の配線誤りにより延期され、再設定された8月27日の打ち上げも、自動点検装置の姿勢制御に関するエラー誤検知により再延期されていた。 |
| 全球降水観測主衛星      | GPM        | 全球降水観測衛星                   | H-IIAロケット23号機      | 2014年 | 2月28日  | 他に大学開発の7機の小型衛星を搭載。 |
| だいち2号               | ALOS-2     | 陸域観測技術衛星                   | H-IIAロケット24号機      | 2014年 | 5月24日  | 他に大学や企業開発の4機の小型衛星を搭載。 |
| ひまわり8号             | Himawari-8 | 気象衛星                           | H-IIAロケット25号機      | 2014年 | 10月7日  | |
| はやぶさ2               | Hayabusa2  | 小惑星探査機                       | H-IIAロケット26号機      | 2014年 | 12月3日  | 他に大学開発の3機の小型衛星を搭載。 |
| レーダ予備機            |            | 情報収集衛星                       | H-IIAロケット27号機      | 2015年 | 2月1日   | |
| 光学5号機               |            | 情報収集衛星                       | H-IIAロケット28号機      | 2015年 | 3月26日  | |
| こうのとり5号機         | HTV-5      | 宇宙ステーション補給機（HTV）      | H-IIBロケット5号機       | 2015年 | 8月19日  | こうのとり5号機の与圧部には18機のCubeSat（ブラジル1、日本1、アメリカ合衆国14、デンマーク2）を搭載。 |
| Telstar 12 VANTAGE      |            | カナダのテレサット社の通信放送衛星 | H-IIAロケット29号機      | 2015年 | 11月24日 | 官需衛星への相乗りではない日本初の純粋な商業打ち上げ。基幹ロケット高度化のうち「長秒時慣性航行機能の獲得」を初適用し、ロングコースト静止トランスファ軌道への初打ち上げ。                                      |
| ひとみ                  | ASTRO-H    | X線天文衛星                        | H-IIAロケット30号機      | 2016年 | 2月17日  | 他に大学と企業開発の3機の小型衛星を搭載。 |
| ひまわり9号             | Himawari-9 | 気象衛星                           | H-IIAロケット31号機      | 2016年 | 11月2日  | |
| こうのとり6号機         | HTV-6      | 宇宙ステーション補給機（HTV）      | H-IIBロケット6号機       | 2016年 | 12月9日  | こうのとり6号機の与圧部には7機のCubeSat（日本7）を搭載。 |
| あらせ                  | ERG        | 小型ジオスペース探査衛星           | イプシロンロケット2号機  | 2016年 | 12月20日 | |
|                         | TRICOM-1   | 超小型実験衛星                     | SS-520ロケット4号機      | 2017年 | 1月15日  | 打ち上げ20秒後にテレメータのデータが受信できなくなったため、2段目の点火を取りやめミッションを放棄。世界最小のローンチ・ヴィークルによる打ち上げの試み。                                                       |
| きらめき2号             | DSN-2      | 防衛通信衛星                       | H-IIAロケット32号機      | 2017年 | 1月24日  | 防衛省初の独自衛星。整備から運用まで一括してPFI方式で行う。 |
| レーダ5号機             |            | 情報収集衛星                       | H-IIAロケット33号機      | 2017年 | 3月17日  | |
| みちびき2号機           | QZS-2      | 衛星測位システム                   | H-IIAロケット34号機      | 2017年 | 6月1日   | 準天頂衛星システム計画（QZSS）の2号機。 |
| みちびき3号機           | QZS-3      | 衛星測位システム                   | H-IIAロケット35号機      | 2017年 | 8月19日  | 準天頂衛星システム計画（QZSS）の3号機。 |
| みちびき4号機           | QZS-4      | 衛星測位システム                   | H-IIAロケット36号機      | 2017年 | 10月10日 | 準天頂衛星システム計画（QZSS）の4号機。 |
| しきさい                | GCOM-C     | 気候変動観測衛星                   | H-IIAロケット37号機      | 2017年 | 12月23日 | |
| つばめ                  | SLATS      | 超低高度衛星技術試験機             | H-IIAロケット37号機      | 2017年 | 12月23日 | |
| ASNARO-2                |            | 高性能小型レーダ衛星               | イプシロンロケット3号機  | 2018年 | 1月18日  | |
| たすき                  | TRICOM-1R  | 超小型実験衛星                     | SS-520ロケット5号機      | 2018年 | 2月3日   | |
| 光学6号機               |            | 情報収集衛星                       | H-IIAロケット38号機      | 2018年 | 2月27日  | |
| レーダ6号機             |            | 情報収集衛星                       | H-IIAロケット39号機      | 2018年 | 6月12日  | |
| こうのとり7号機         | HTV-7      | 宇宙ステーション補給機（HTV）      | H-IIBロケット7号機       | 2018年 | 9月23日  | |
| みお                    | MMO        | 水星磁気圏探査機                   | アリアン5                | 2018年 | 10月20日 | 欧州宇宙機関の水星表面探査機（MPO） と相乗り。 |
| いぶき2号               | GOSAT-2    | 温室効果ガス観測技術衛星2号        | H-IIAロケット40号機      | 2018年 | 10月29日 | 他にアラブ首長国連邦のハリーファサットと日本の大学開発の5基の小型副衛星を搭載。 |
| 革新的衛星技術実証1号機 | RAPIS-1    | 革新的技術実証衛星機               | イプシロンロケット4号機  | 2019年 | 1月18日  | 他に日本の大学・企業が開発した3基の超小型副衛星と3基のCubeSatを搭載。 |
| こうのとり8号機         | HTV-8      | 宇宙ステーション補給機（HTV）      | H-IIBロケット8号機       | 2019年 | 9月25日  | 他に日本の大学と外国の大学や機関が共同開発した3基のCubeSatを搭載。 |

| 名称                                  | 略字名   | 用途                             | 打上ロケット            | 打上日 | 打上日   | 備考 |
| ------------------------------------- | -------- | -------------------------------- | ----------------------- | ------ | -------- | --- |
| 光学7号機                             |          | 情報収集衛星                     | H-IIAロケット41号機     | 2020年 | 2月9日   | |
| こうのとり9号機                       | HTV-9    | 宇宙ステーション補給機（HTV）    | H-IIBロケット9号機      | 2020年 | 5月21日  | H-IIBロケット最終号機 |
| Hope (al-Amal)                        |          | アラブ首長国連邦の火星探査機     | H-IIAロケット42号機     | 2020年 | 7月20日  | アラブ首長国連邦から受注した商業打ち上げ。 |
| 光データ中継衛星・データ中継衛星1号機 |          | データ中継衛星                   | H-IIAロケット43号機     | 2020年 | 11月29日 | JAXA側からの呼称は光データ中継衛星、内閣衛星情報センター側からの呼称はデータ中継衛星1号機。                                                                              |
| みちびき初号機後継機                  | OZS-1R   | 準天頂衛星システムの初号機後継機 | H-IIAロケット44号機     | 2021年 | 10月26日 | |
| 革新的衛星技術実証2号機               | RAPIS-2  | 革新的衛星技術実証機             | イプシロンロケット5号機 | 2021年 | 11月9日  | 他に4基の超小型衛星と3基のCubeSatを搭載 |
| Inmarsat-6 F1                         |          | イギリスの通信衛星               | H-IIAロケット45号機     | 2021年 | 12月22日 | イギリスから受注した商業打ち上げ。 |
| 革新的衛星技術実証3号機               | RAISE-3  | 革新的技術実証衛星機             | イプシロンロケット6号機 | 2022年 | 10月12日 | 他に日本の企業・大学などが開発した2基の小型副衛星と5基のCubeSatを搭載。第二段と第三段を切り離す時点で姿勢が目標と異なっていたことから、9時57分11秒に指令破壊信号を送信。 |
| レーダ7号機                           |          | 情報収集衛星                     | H-IIAロケット46号機     | 2023年 | 1月26日  | |
| だいち3号                             | ALOS-3   | 陸域観測技術衛星                 | H-3ロケット試験機1号機  | 2023年 | 3月7日   | 1段目切り離し後に2段目エンジンに点火せず、指令破壊信号を送信。 |
|                                       | XRISM    | X線分光撮像衛星                  | H-IIAロケット47号機     | 2023年 | 9月7日   | 2016年に姿勢制御系の不具合のため短期間で運用終了したX線天文衛星「ひとみ 」の代替機                                                                                       |
|                                       | SLIM     | 無人月面探査機                   | H-IIAロケット47号機     | 2023年 | 9月7日   | |
| 光学8号機                             |          | 情報収集衛星                     | H-IIAロケット48号機     | 2024年 | 1月12日  | |
|                                       | VEP-4    | ロケット性能確認用ペイロード     | H-3ロケット試験機2号機  | 2024年 | 2月17日  | 他に2機の小型衛星（CE-SAT-IE、TIRSAT）を搭載 |
| だいち4号                             | ALOS-4   | 陸域観測技術衛星                 | H-3ロケット3号機        | 2024年 | 7月1日   | |
| レーダ8号機                           |          | 情報収集衛星                     | H-IIAロケット49号機     | 2024年 | 9月26日  | |
| きらめき3号                           | DSN-3    | Xバンド防衛通信衛星              | H-3ロケット4号機        | 2024年 | 11月4日  | |
| みちびき6号機                         | QZS-6    | 衛星測位システム                 | H-3ロケット5号機        | 2024年 | 2月2日   | |
| いぶきGW                              | GOSAT-GW | 温室効果ガス・水循環観測技術衛星 | H-IIAロケット50号機     | 2024年 | 6月29日  | |

### 打ち上げ予定

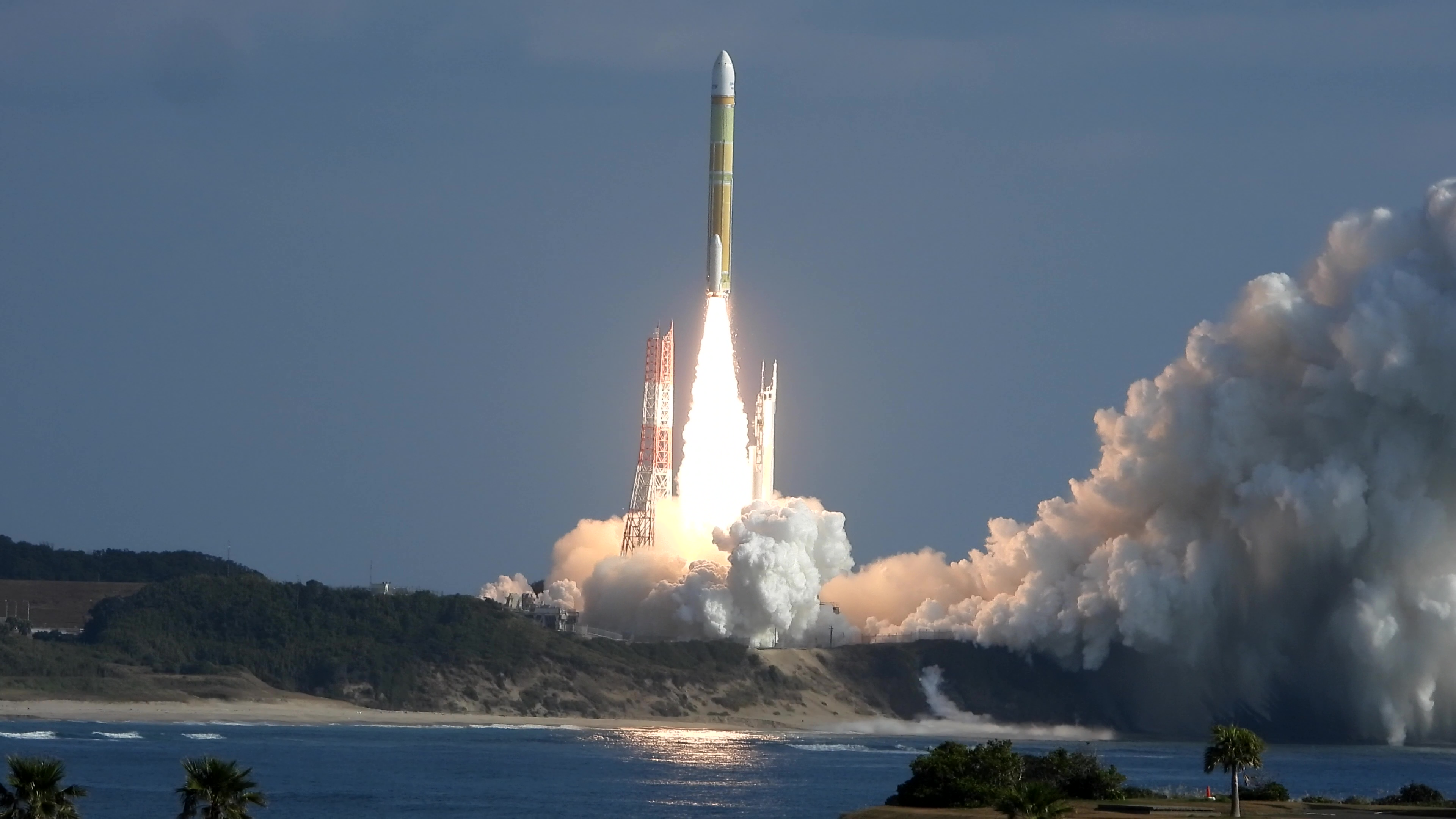
H-3ロケット（試験2号機）

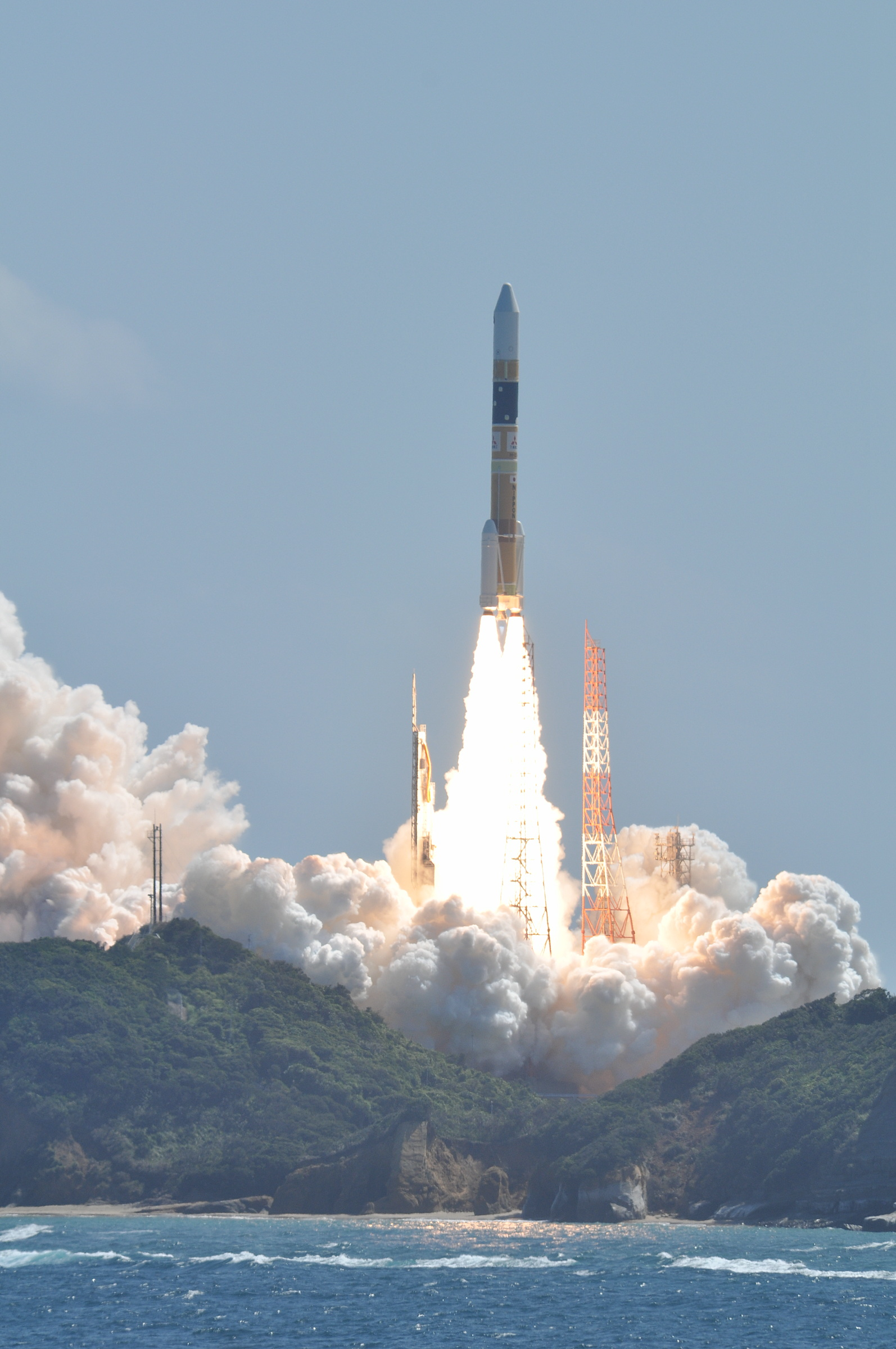
H-IIAロケット（19号機）

打ち上げが予定されているロケットと衛星・探査機。状況に合わせて順番などは変更されることがある。2024年（令和6年）12月24日に決定された宇宙基本計画工程表（令和6年度改訂）によると打ち上げスケジュールは次の通りである。
2025年度
- H3ロケット30形態試験機
- H3ロケット：新型宇宙ステーション補給機（HTV-X）1号機
- H3ロケット：準天頂衛星システム5号機
- H3ロケット：準天頂衛星システム7号機

2026年度
- H3ロケット：HTV-X 2号機
- H3ロケット：火星衛星探査計画 MMX (戦略的中型1)
- H3ロケット：月極域探査機 LUPEX
- H3ロケット：HTV-X 3号機
- H3ロケット：SDA衛星
- H3ロケット：情報収集衛星光学多様化1号機

2027年度
- H3ロケット：HTV-X 4号機
- H3ロケット：情報収集衛星光学9号機
- H3ロケット：情報収集衛星光学多様化2号機
- H3ロケット：MBR_Explorer（英語版）(UAEによる小惑星探査ミッション)

2028年度
- H3ロケット：DESTINY+（深宇宙探査技術実証機。公募型小型計画2号機）
- イプシロンSロケット：Solar-C_EUVST（高感度太陽紫外線分光観測衛星）
- H3ロケット：ひまわり10号機
- H3ロケット：情報収集衛星レーダ多様化1号機
- H3ロケット：HTV-X 5号機

2029年度
- H3ロケット：情報収集衛星レーダ多様化2号機

2030年度
- H3ロケット：情報収集衛星光学10号機

2031年度
- H3ロケット：準天頂衛星システム3号機後継
- H3ロケット：準天頂衛星システム8号機
- H3ロケット：情報収集衛星レーダ9号機
- イプシロンSロケット：JASMINE（赤外線位置天文衛星）

2032年度
- H3ロケット：LiteBIRD（宇宙マイクロ波背景放射偏光観測衛星）

2033年度以降
- H3ロケット：情報収集衛星レーダ10号機
- H3ロケット：情報収集衛星多様化後継機

未定
- イプシロンSロケット実証機：LOTUSAT1（ベトナムへ供与するASNARO-2同型機。LOTUSAT2もNECが受注活動中。）
- イプシロンSロケット：革新的衛星技術実証4号機
- イプシロンSロケット：革新的衛星技術実証5号機
- イプシロンSロケット：革新的衛星技術実証6号機
- イプシロンSロケット：革新的衛星技術実証8号機
- イプシロンSロケット：革新的衛星技術実証7号機
- H3ロケット：技術試験衛星9号機

#### 検討・提案段階の宇宙機
- 赤外線天文衛星 GREX-PLUS：2030年代の打ち上げを目指す次世代赤外線天文衛星。

## 宇宙プロジェクト
2003年10月1日のJAXAへの改組後に計画および運用実績のある国内と国際宇宙プロジェクトを記載する。

### 宇宙ステーション[23][24]
| プロジェクト                       | プロジェクト                       | 状況   | 完成          | 運用終了 |
| ---------------------------------- | ---------------------------------- | ------ | ------------- | -------- |
| 月軌道プラットフォームゲートウェイ | 月軌道プラットフォームゲートウェイ | 計画   |               |          |
| きぼう                             | 国際宇宙ステーション               | 運用中 | 2009年7月19日 |          |

### 月・惑星探査[25]
| プロジェクト         | プロジェクト                 | 状況     | 打ち上げ日     | 運用終了      |
| -------------------- | ---------------------------- | -------- | -------------- | ------------- |
| MMX                  | 火星衛星探査計画             | 開発中   |                |               |
| DESTINY+             | 深宇宙探査技術実証機         | 開発中   |                |               |
| Comet Interceptor    | 長周期彗星探査計画           | 開発中   |                |               |
| Dragonfly            | 土星衛星タイタン離着陸探査   | 開発中   |                |               |
| LUPEX                | 月極域探査機                 | 開発中   |                |               |
| アルテミス計画       | 有人月面探査プログラム       | 進行中   |                |               |
| Hera                 | 二重小惑星探査計画           | 運用中   | 2024年10月7日  |               |
| SLIM                 | 小型月着陸実証機             | 運用終了 | 2023年9月7日   | 2024年8月23日 |
| JUICE                | 木星氷衛星探査計画           | 運用中   | 2023年4月14日  |               |
| BepiColombo          | 国際水星探査計画             | 運用中   | 2018年10月20日 |               |
| はやぶさ2(Hayabusa2) | 小惑星探査機                 | 完了     | 2014年12月3日  | 2020年12月6日 |
| はやぶさ2#           | 小惑星探査機拡張ミッション   | 運用中   | 2014年12月3日  |               |
| IKAROS               | 小型ソーラー電力セイル実証機 | 運用終了 | 2010年5月21日  | 2025年5月15日 |
| あかつき(PLANET-C)   | 金星探査機                   | 運用中   | 2010年5月21日  |               |
| かぐや(SELENE)       | 月周回衛星                   | 運用終了 | 2007年9月14日  | 2009年6月11日 |
| LUNAR-A              | 月探査機                     | 中止     |                |               |
| はやぶさ(MUSES-C)    | 小惑星探査機                 | 運用終了 | 2003年5月9日   | 2010年6月13日 |
| のぞみ(PLANET-B)     | 火星探査機                   | 運用終了 | 1998年7月4日   | 2003年12月9日 |

### 天文観測[25]
| ミッション                             | ミッション                             | 状況     | 打ち上げ日     | 運用終了       |
| -------------------------------------- | -------------------------------------- | -------- | -------------- | -------------- |
| LiteBIRD                               | 宇宙マイクロ波背景放射偏光観測衛星     | 計画     |                |                |
| JASMINE                                | 赤外線位置天文観測衛星                 | 計画     |                |                |
| HiZ-GUNDAM                             | 初期宇宙・極限時空探査計画             | 計画     |                |                |
| WSO-UV                                 | 国際紫外線天文衛星                     | 計画     |                |                |
| ナンシー・グレース・ローマン宇宙望遠鏡 | 広視野赤外線宇宙望遠鏡計画             | 開発中   |                |                |
| ARIEL                                  | 系外惑星大気赤外線分光サーベイ衛星計画 | 開発中   |                |                |
| SOLAR-C                                | 高感度太陽紫外線分光観測衛星           | 開発中   |                |                |
| XRISM                                  | X線分光撮像衛星                        | 運用中   | 2023年9月7日   |                |
| あらせ(ERG)                            | ジオスペース探査衛星                   | 運用中   | 2016年12月20日 |                |
| ひとみ(ASTRO-H)                        | X線天文衛星                            | 運用終了 | 2016年2月17日  | 2016年4月28日  |
| ひさき(SPRINT-A)                       | 惑星分光観測衛星                       | 運用終了 | 2013年9月14日  | 2023年12月8日  |
| ひので(SOLAR-B)                        | 太陽観測衛星                           | 運用中   | 2006年9月23日  |                |
| あかり(ASTRO-F)                        | 赤外線天文衛星                         | 運用終了 | 2006年2月22日  | 2011年11月24日 |
| ASTRO-G                                | 電波天文衛星                           | 中止     |                |                |
| れいめい(INDEX)                        | 小型高機能科学衛星                     | 運用中   | 2005年8月24日  |                |
| すざく(ASTRO-EII)                      | X線天文衛星                            | 運用終了 | 2005年7月10日  | 2015年6月1日   |
| はるか(MUSES-B)                        | 電波天文観測衛星                       | 運用終了 | 1997年2月12日  | 2005年11月30日 |
| GEOTAIL                                | 磁気圏尾部観測衛星                     | 運用終了 | 1992年7月24日  | 2022年11月28日 |
| ようこう(SOLAR-A)                      | 太陽観測衛星                           | 運用終了 | 1991年8月30日  | 2004年4月23日  |
| あけぼの(EXOS-D)                       | 磁気圏観測衛星                         | 運用終了 | 1989年2月22日  | 2015年4月23日  |

### 地球観測[26]
| ミッション         | ミッション                        | 状況         | 打ち上げ日     | 運用終了       |
| ------------------ | --------------------------------- | ------------ | -------------- | -------------- |
| いぶきGW(GOSAT-GW) | 温室効果ガス・水循環観測技術衛星  | 運用中       | 2025年6月29日  |                |
| だいち4号(ALOS-4)  | 先進レーダ衛星                    | 運用中       | 2024年7月1日   |                |
| EarthCARE          | 雲エアロゾル放射ミッション        | 運用中       | 2024年5月29日  |                |
| だいち3号(ALOS-3)  | 先進光学衛星                      | 軌道投入失敗 | 2023年3月7日   | 2023年3月7日   |
| いぶき2号(GOSAT-2) | 温室効果ガス観測技術衛星          | 運用中       | 2018年10月29日 |                |
| しきさい(GCOM-C)   | 気候変動観測衛星                  | 運用中       | 2017年12月23日 |                |
| だいち2号(ALOS-2)  | 陸域観測技術衛星                  | 運用中       | 2014年5月24日  |                |
| GPM/DPR            | 全球降水観測計画/二周波降水レーダ | 運用中       | 2014年2月28日  |                |
| しずく(GCOM-W)     | 水循環変動観測衛星                | 運用中       | 2012年5月18日  |                |
| いぶき(GOSAT)      | 温室効果ガス観測技術衛星          | 運用中       | 2009年1月23日  |                |
| だいち(ALOS)       | 陸域観測技術衛星                  | 運用終了     | 2006年1月24日  | 2011年5月12日  |
| Aqua/AMSR-E        | 全球降水観測                      | 運用終了     | 2002年5月4日   | 2015年12月4日  |
| みどりII(ADEOS-II) | 環境観測技術衛星                  | 運用終了     | 2002年12月14日 | 2003年10月31日 |
| TRMM               | 熱帯降雨観測衛星                  | 運用終了     | 1997年11月28日 | 2015年6月16日  |
| ひまわり5号(GMS-5) | 気象観測衛星                      | 運用終了     | 1995年3月18日  | 2005年7月21日  |

### 通信・測位、技術試験衛星[26]
| ミッション                        | ミッション                   | 状況         | 打ち上げ日      | 運用終了                                       |
| --------------------------------- | ---------------------------- | ------------ | --------------- | ---------------------------------------------- |
| 革新的衛星技術実証5号機(RAISE-5)  | 革新的衛星技術実証プログラム | 開発中       |                 |                                                |
| 革新的衛星技術実証4号機(RAISE-4)  | 革新的衛星技術実証プログラム | 開発中       |                 |                                                |
| 技術試験衛星9号機                 |                              | 開発中       |                 |                                                |
| 革新的衛星技術実証3号機(RAISE-3)  | 革新的衛星技術実証プログラム | 軌道投入失敗 | 2022年10月12日  | 2022年10月12日                                 |
| 革新的衛星技術実証2号機(RAISE-2)  | 革新的衛星技術実証プログラム | 運用終了     | 2021年11月9日   | 2023年4月7日                                   |
| LUCAS                             | 光衛星間通信システム         | 運用中       | 2020年11月29日  |                                                |
| つばめ(SLATS)                     | 超低高度衛星技術試験機       | 運用終了     | 2017年12月23 日 | 2019年10月1日                                  |
| 革新的衛星技術実証1号機(RAPIS-1)  | 革新的衛星技術実証プログラム | 運用終了     | 2019年1月18日   | 2020年6月24日                                  |
| PROCYON                           | 超小型深宇宙探査機           | 運用終了     | 2014年12月3日   | 2015年12月3日                                  |
| SDS-4                             | 小型実証衛星                 | 運用終了     | 2012年5月18日   | 2019年12月2日(JAXA) 2021年7月1日(スカパーJSAT) |
| みちびき初号機(QZS-1)             | 準天頂衛星システム           | 運用終了     | 2010年9月11日   | 2017年2月28日(JAXA) 2023年9月15日(内閣府)      |
| SDS-1                             | 小型実証衛星                 | 運用終了     | 2009年1月23日   | 2010年9月8日                                   |
| きずな(WINDS)                     | 超高速インターネット衛星     | 運用終了     | 2008年2月23日   | 2019年2月27日                                  |
| きく8号(ETS-VIII)                 | 技術試験衛星                 | 運用終了     | 2006年12月18日  | 2017年1月10日                                  |
| きらり(OICETS)                    | 光衛星間通信実験衛星         | 運用終了     | 2005年8月24日   | 2009年9月24日                                  |
| こだま(DRTS)                      | データ中継技術衛星           | 運用終了     | 2002年9月10日   | 2017年8月5日                                   |
| マイクロラブサット1号機(μ-LabSat) | 小型実証衛星                 | 運用終了     | 2002年12月14日  | 2006年9月27日                                  |
| あじさい(EGS)                     | 測地実験衛星                 | 運用中       | 1986年8月13日   |                                                |

## 輸送システムの研究開発と運用

### ロケット[27]
| 機体        | 機体                     | 状況   | 打ち上げ数(成功) | 使用開始 | 退役   |
| ----------- | ------------------------ | ------ | ---------------- | -------- | ------ |
| H3          | 衛星打上げロケット       | 運用中 | 5 (4)            | 2023年   |        |
| イプシロンS | 衛星打上げロケット       | 開発中 | 0 (0)            |          |        |
| イプシロン  | 衛星打上げロケット       | 退役   | 6 (5)            | 2013年   | 2022年 |
| H-IIB       | 衛星打上げロケット       | 退役   | 9 (9)            | 2009年   | 2020年 |
| H-IIA       | 衛星打上げロケット       | 退役   | 50 (49)          | 2001年   | 2025年 |
| M-V         | 衛星打上げロケット       | 退役   | 7 (6)            | 1997年   | 2006年 |
| SS-520      | 衛星打上げ・観測ロケット | 運用中 | 5 (4)            | 1998年   |        |
| S-520       | 観測ロケット             | 運用中 | 34 (33)          | 1980年   |        |
| S-310       | 観測ロケット             | 運用中 | 45 (45)          | 1975年   |        |

### 宇宙ステーション補給機[27]
| 機体            | 機体                       | 状況   | 打ち上げ数(成功) | 使用開始 | 退役   |
| --------------- | -------------------------- | ------ | ---------------- | -------- | ------ |
| HTV-X           | 新型宇宙ステーション補給機 | 開発中 |                  |          |        |
| こうのとり(HTV) | 宇宙ステーション補給機     | 退役   | 9 (9)            | 2009年   | 2020年 |

## 航空技術の研究開発

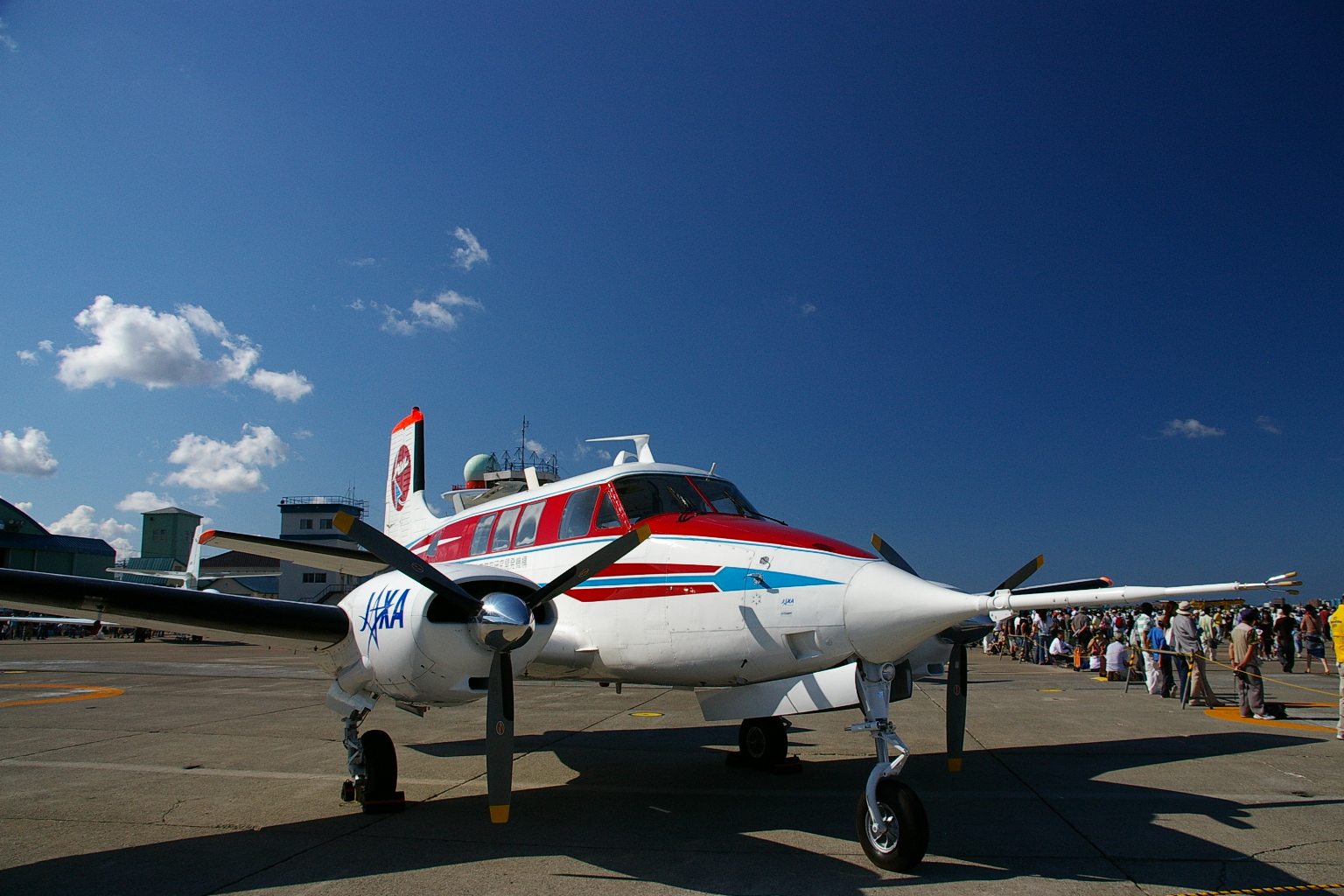
JAXAが実験機として所有するビーチクラフト・クインエア

### 飛行実験（2003年の統合以降）
| プロジェクト | プロジェクト                       | 飛行試験年    | |
| ------------ | ---------------------------------- | ------------- | --- |
| FQUROH       | 機体騒音低減技術の飛行実証         | 2019年        | 機体の高揚力装置や降着装置から発生する空力騒音（機体騒音）を低減する技術を開発                                          |
| aFJR         | 高効率軽量ファン・タービン技術実証 | 2018年        | 世界初となる技術を含む軽量化および高効率化を実現し、世界トップレベルの燃費低減技術を開発                                |
| DREAMS       | 次世代運航システム                 | 2015年        | 気象情報、低騒音運航、高精度衛星航法、飛行軌道制御、防災・小型機運航の5つの将来航空交通に対応する技術を研究             |
| D-SEND       | 低ソニックブーム設計概念実証       | 2015年 2011年 | 将来の超音速旅客機実現の最重要課題の1つである「ソニックブーム」を低減させるための機体形状の設計概念及び手法を実証・評価 |
| NEXST-1      | 小型超音速実験機                   | 2005年        | 次世代超音速機技術の研究開発の一環として、小型超音速実験機を打ち上げ、データを取得                                      |

### 実験用航空機
航空技術部門（旧・航空宇宙技術研究所）が保有する実験用航空機飛行システム分野における実証研究を飛躍させることと、先進的航空技術の発展に寄与することを目的に開発され、幅広い高度、速度や、いろいろな飛行特性に応じた飛行実証を行うことができるよう、ヘリコプター、プロペラ機、ジェット機の3機を保有している。
| 機種                  | 愛称                            | 画像               | 保有数 | 機体記号 | 導入年 | 注釈 |
| --------------------- | ------------------------------- | ------------------ | ------ | -------- | ------ | --- |
| ドルニエ 228          | MuPAL-α（ミューパル・アルファ） | 画像をアップロード | 1機    | JA8858   | 1988年 | MuPAL-αのMuPALは、Multi Purpose Aviation Labolatory（多目的実証実験機）を表し、αはギリシャ語で「飛行機」を表す単語の頭文字を表す。 「MuPAL-α」は、母機であるDo228-202型機に、JAXAが開発したフライ・バイ・ワイヤー（FBW）操縦装置や、高精度のデータ収録装置など、飛行試験に必要な機器を組み込んだ飛行機で、インフライト・シミュレーション機能を備えている。インフライト・シミュレーションとは、フライ・バイ・ワイヤー（FBW）操縦装置を用い、実際に飛んでいる航空機において別の航空機の飛行特性や乱気流中の運動などを模擬して行うシミュレーションのことである。 定置場所は調布航空宇宙センター（調布飛行場）。 |
| セスナ サイテーション | 飛翔（ひしょう）                | 画像をアップロード | 1機    | JA68CE   | 2012年 | ジェット機が主流である21世紀のニーズに対応し、またより高高度で高速な環境での宇宙航空の技術研究を支援するため、ジェットFTB（Flying Test Bed）「飛翔」を導入。母機であるセスナ式680型に、さまざまな計測装置やデータ収録装置を搭載・改造した機体である。 定置場所は名古屋空港飛行研究拠点（小牧基地）。 |
| BK117                 | 実験用ヘリコプター              | 画像をアップロード | 1機    | JA21RH   | 2013年 | ヘリコプターの利用拡大に向けたヘリコプター飛行技術の開発に活用するため、実験用航空機として改造中である。 定置場所は調布航空宇宙センター。 |

## 予算と人員規模
2010年（平成22年）度の宇宙開発予算を先進国の宇宙機関同士で比較すると、アメリカ航空宇宙局（NASA）が約1兆7,597億円（さらに同規模の予算がアメリカ合衆国国防総省から支出、2009年度の宇宙開発予算総額は約4.6兆円）、欧州宇宙機関（ESA）が約5,018億円（2007年度の宇宙開発予算総額は約8,000億円）であるのに対し、JAXAの実質的な予算額はわずか1,800億円とNASAの10分の1程度である。
なお1,800億円という額は、内閣官房予算で開発される情報収集衛星（IGS）の毎年約400億円のJAXA分受託費用を除外した額であり、これを加えた場合のJAXAの予算は約2,200億円、他省庁の予算も含めた宇宙開発予算総額は3,390億円になる。
ロケットの開発費で比較すると、前任者から改良開発されたNASAのデルタIV の開発費は2,750億円、アトラスVの開発費は2,420億円であるのに対し、H-IIを技術的基盤に同じく改良開発されたH-IIAとH-IIBの開発費合計額は約1,802億円であり、2機種合わせても1,000億ほど安く開発されている。
さらに前身のNASDAを見ても、全段新規開発されたESAの主力ロケットのアリアン5シリーズの開発費約8,800億〜9,900億円に対し、同じく全段新規開発されたH-IIの開発費は2,700億円で3分の1以下である。
人員で比較するとアメリカの約4万3,500人（NASA約1万8,500人+アメリカ戦略軍約2万5,000人）、欧州の約1万195人（ESA約1,900人+CNES約2,400人+DLR約5,600人+ASI約250人+BNSC約45人）、インド宇宙研究機関の約1万3,600人に対して、JAXAはNASAの10分の1以下の1,571人である。なおJAXA発足以降、人員は漸減傾向にある。

## 組織

### 役員一覧[34][35]
| 役職           | 名前       | 担当                                                                                                 | 備考                                                       |
| -------------- | ---------- | --- | ---------------------------------------------------------- |
| 理事長         | 山川宏     | |                                                            |
| 副理事長       | 渡辺その子 | セキュリティ・情報化推進部 チーフエンジニア室 安全・信頼性推進部                                     |                                                            |
| 理事           | 岡田匡史   | 宇宙輸送技術部門                                                                                     | 宇宙輸送技術部門長                                         |
| 理事           | 瀧口太     | 第一宇宙技術部門 第二宇宙技術部門 周波数管理室 追跡ネットワーク技術センター 筑波宇宙センター管理部   | 第一宇宙技術部門長 第二宇宙技術部門長 筑波宇宙センター所長 |
| 理事           | 松浦真弓   | 有人宇宙技術部門 国際宇宙探査センター 宇宙探査イノベーションハブ                                     | 有人宇宙技術部門長                                         |
| 理事           | 藤本正樹   | 宇宙科学研究所                                                                                       | 宇宙科学研究所所長                                         |
| 理事           | 稲場典康   | 航空技術部門 研究開発部門 環境試験技術ユニット                                                       | 航空技術部門長 研究開発部門長                              |
| 理事           | 佐藤寿晃   | 経営企画部 広報部 調査国際部 宇宙教育推進室                                                          |                                                            |
| 理事           | 原克彦     | 宇宙戦略基金部 新事業促進部 総務部 評価・監査部 人事部 財務部 調達部 施設部 ワーク・ライフ変革推進室 |                                                            |
| 監事           | 三宅正純   | |                                                            |
| 監事（非常勤） | 小林洋子   | |                                                            |

### 歴代理事長
- 初代（2003年10月 - 2004年11月）：山之内秀一郎（元日本国有鉄道常務理事・東日本旅客鉄道会長）
- 第2代（2004年11月 - 2013年3月）：立川敬二（元NTTドコモ社長 相談役）
- 第3代（2013年4月 - 2018年4月) ：奥村直樹（元新日本製鐵副社長)
- 第4代（2018年4月 - ）：山川宏（京都大学教授）[36]

### 部門

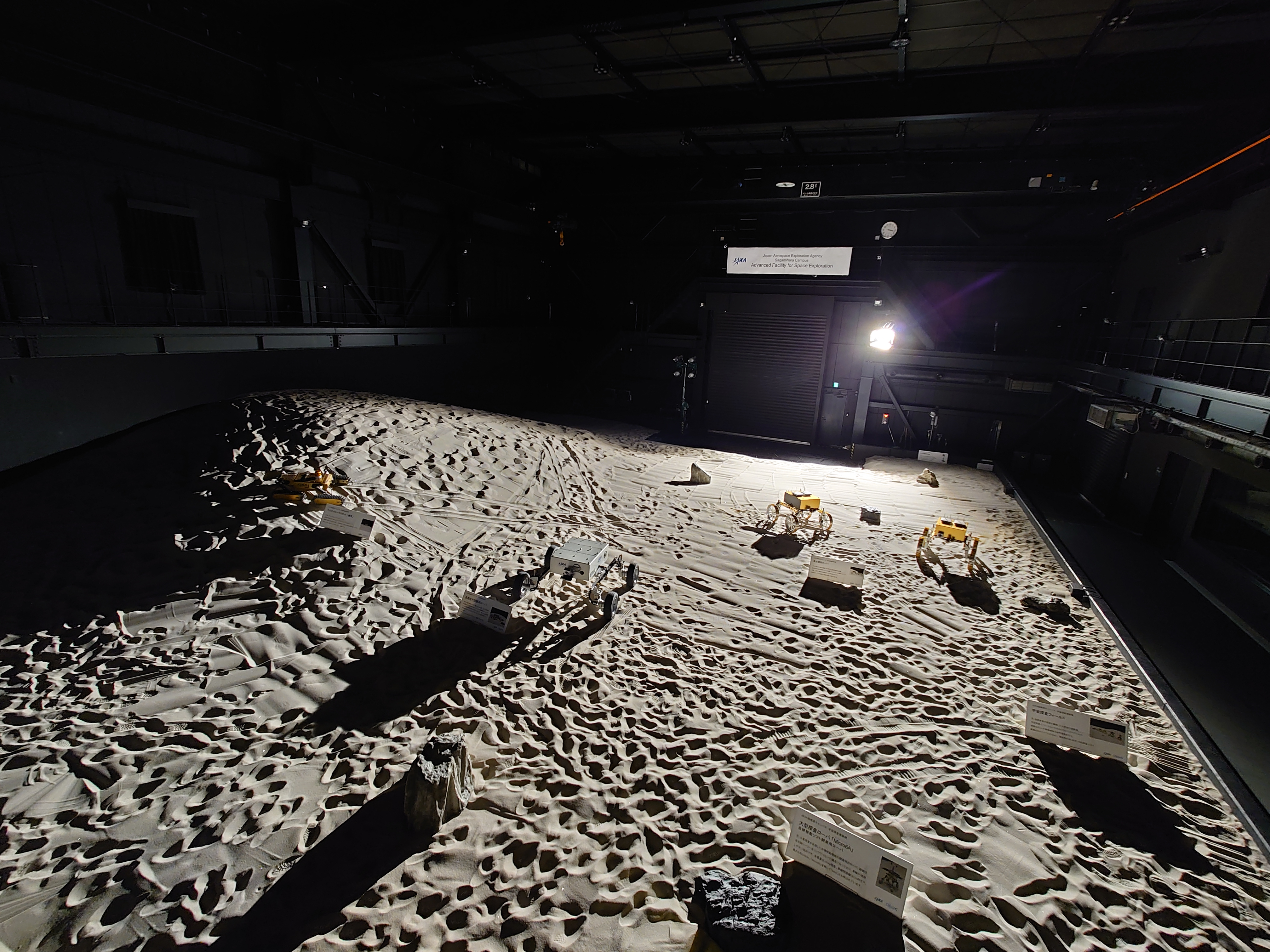
宇宙探査実験棟

以下の各部が管理業務を行い、各部門ごとに下部組織に分かれ各研究テーマや開発業務を行っている（2016年3月1日時点）。
- 各部

経営企画部、評価・監査部、ワーク・ライフ変革推進室、総務部、人事部、財務部、調達部、広報部、調査国際部、新事業推進部、チーフエンジニア室、セキュリティ・情報化推進部、安全・信頼性推進部、施設部、周波数管理室、追跡ネットワーク技術センター、環境試験技術ユニット、宇宙教育推進室、筑波宇宙センター管理部
- 宇宙輸送技術部門

H-IIA、H3をはじめとするロケットの研究開発および打ち上げを担当。
- 第一宇宙技術部門

人工衛星の研究開発と利用の促進などを担当。
- 第二宇宙技術部門

安全保障に係る情報収集衛星関連を担当
- 有人宇宙技術部門

国際宇宙ステーションの日本実験モジュール「きぼう」や宇宙ステーション補給機「HTV」など有人宇宙システムに関する研究開発や利用の促進など。
- 研究開発部門

航空宇宙技術の基盤研究・将来に向けた技術開発や各プロジェクトへの技術支援など（旧・宇宙開発事業団技術開発部門・宇宙科学研究所技術研究部門）。
- 宇宙科学研究所（ISAS＝アイサス）

惑星探査機、天体観測衛星、工学試験衛星の開発および運用など。総合研究大学院大学に参加している（旧・宇宙科学研究本部）。
- 航空技術部門

日本の航空産業のための航空技術の研究開発（旧・航空宇宙技術研究所・研究開発本部航空部門）。
- 宇宙探査イノベーションハブ

産学官での共同研究の推進。
- 国際宇宙探査センター

国際宇宙探査に関する企画の調整、システム検討、プロジェクトマネジメント。

## 施設・事業所

### 事務・駐在員（宇宙飛行士を含む）関係部署および研究所
- 本社（東京都調布市） - 調布航空宇宙センターの敷地内。
- 東京事務所（東京都千代田区） - 御茶ノ水ソラシティ内。主務官庁などとの連絡調整部署と衛星利用運用センター。
  - JAXA i - 東京丸の内のOAZO内に設置された広報施設。2010年末に閉館した。
  - 宇宙利用推進センター大手町分室 - 宇宙利用ミッション本部の分室。主として、今後の宇宙開発利用における企業向けのPRを実施。
- 相模原キャンパス（神奈川県相模原市） - 宇宙科学研究所のメインキャンパス。
  - 宇宙教育センター - コズミックカレッジなどの主催・関連団体と提携し実施
- 関西サテライトオフィス（大阪府東大阪市） - 産学官連携オフィス。関西の宇宙産業を担う人々の近くに設置されたオフィス。
- 名古屋空港飛行研究拠点（愛知県西春日井郡豊山町） - 飛行実験研究の拠点。
- 西日本衛星防災利用研究センター（山口県宇部市）- 政府関係機関の地方移転の一環として、山口県はJAXAの研究拠点の設置を国に提案した[43]。これを受けて、筑波宇宙センターの一部機能を移転し、2017年2月、宇部新都市（あすとぴあ）の山口県産業技術センター内に設置された施設[44][43][45]。山口県、山口大学と協力して、衛星データの自治体防災への活用、災害解析技術の開発、衛星データ解析ができる人材の育成、衛星データを利用した新事業創出の支援などを行っている[46][47]。
- ワシントン駐在員事務所（アメリカ合衆国・ワシントン特別区） - アメリカ航空宇宙局などとの連絡調整・広報事務所。
- バンコク駐在員事務所（タイ・バンコク） - タイ衛星受信局の技術支援、東南アジアの宇宙関連機関との連絡調整。
- パリ駐在員事務所（フランス・パリ） - ヨーロッパ宇宙機関との連絡事務所。

### 有人宇宙利用関連駐在事務所
- ケネディ宇宙センター駐在員事務所（アメリカ合衆国・フロリダ州） - アメリカ航空宇宙局ケネディ宇宙センター
- ヒューストン駐在員事務所（アメリカ合衆国・テキサス州） - アメリカ航空宇宙局ジョンソン宇宙センター

### 宇宙航空研究開発・打ち上げ・管制実務担当施設
- 筑波宇宙センター（茨城県つくば市）
- 調布航空宇宙センター（東京都調布市）
- 相模原キャンパス（神奈川県相模原市）

#### 射場
- 種子島宇宙センター（鹿児島県熊毛郡南種子町）
- 内之浦宇宙空間観測所（鹿児島県肝属郡肝付町）

#### 実験・開発施設
- 能代ロケット実験場（秋田県能代市） - 主に固体ロケットモーターの試験、振動実験や破壊型実験等を行う施設。
- 角田宇宙センター（宮城県角田市） - 液体燃料ロケットエンジン開発を実施している施設。打ち上げ前エンジン燃焼試験などを行う施設を併設。

#### 大気圏観測・宇宙観測施設
- 三陸大気球観測所（岩手県大船渡市） - 気球を用いた、高高度（成層圏）観測を行う施設（2007年で放球実験終了）。
- 大樹航空宇宙実験場（北海道大樹町） - 航空機による試験など実施してきたが、2008年度より大気球実験にも使用。
- 地球観測センター（埼玉県比企郡鳩山町）- 1978年10月に設置された。衛星からのデータを受信し、筑波宇宙センターに送り、研究機関や大学、国内外のユーザにコンピュータ処理して提供している。環境問題の解明や災害監視、資源調査などに利用されている。
- 臼田宇宙空間観測所（長野県佐久市）
- 上斎原スペースガードセンター（岡山県苫田郡鏡野町）- 宇宙状況把握（SSA）システムのレーダーで、高度200～1,000kmの低軌道帯（地球観測衛星などの軌道）にあるスペースデブリを観測する施設[48][49][50]。
- 美星スペースガードセンター（岡山県井原市）- 宇宙状況把握（SSA）システムの光学望遠鏡で、高度36,000kmの高軌道帯（通信衛星や気象衛星などの軌道）にあるスペースデブリを観測する施設[50][51][52]。

#### 宇宙通信施設
- 勝浦宇宙通信所（千葉県勝浦市） - 地球軌道上にある衛星の追跡・管制を行う施設。
- 増田宇宙通信所（鹿児島県熊毛郡中種子町） - 打ち上げ後のロケットの追跡、地球軌道上にある衛星の追跡・管制を行う施設。
- 沖縄宇宙通信所（沖縄県国頭郡恩納村） - 地球軌道上にある衛星の追跡・管制を行う施設。

#### 打ち上げ管制施設
- 小笠原追跡所（東京都小笠原村父島） - 打ち上げ後のロケットを追跡を行う施設。
- クリスマス島臨時追跡所（キリバス共和国クリスマス島） - 静止軌道への衛星の投入の際に衛星本体を追跡し通信を行う施設。JAXAの公式ホームページからは削除。静止衛星投入時のみ、借受運用を実施。

#### 深宇宙ミッション用臨時通信施設
- チリサンティアゴ市郊外
- オーストラリアパース市郊外
- スペイン領カナリア諸島

電波通信施設を借り受け運用中。

## 不祥事

### サイバー攻撃と情報漏洩事件

#### 2011年8月検出分
2011年8月11日にJAXA職員用パソコン1台が異常を検出、同月17日コンピューターウイルスに感染していることが判明した。その後、このウイルスを駆除しても異常が続いたため継続して調査したところ、別の新種のウイルスも情報を収集していたこと、7月6日から8月11日までに外部に情報を送信していたことが判明し、この事実を2012年1月13日に発表した。漏洩した可能性のある情報は「端末に保存されていたメールアドレス」、「宇宙ステーション補給機（HTV）の仕様や運用に関連する情報」、「当該端末からアクセスしたシステムへのログイン情報」である。感染経路は、2011年7月6日に職員宛に送られてきたメールの添付ファイルを、新種のウイルスが仕込まれた標的型攻撃メールと気付かずに職員が開けたことによるものであるとされた。この標的型攻撃メールは、職員の知人の送信者名で職員を飲み会へ誘う件名で送信されていた。
2012年3月27日に調査結果が発表され、「当該端末の中に入っていた情報および当該端末が業務中に表示した画面情報が漏洩したが、当該端末内に機微な情報が保存されていなかったこと、ならびに当該端末では当該期間中にHTVの仕様や運用に関する機微な情報が扱われていなかったこと」、「当該端末からアクセスしたシステムへのログイン情報が漏洩したが、当該端末内に機微な情報が保存されていなかったこと、ならびに当該端末では当該期間中にHTVの仕様や運用に関する機微な情報が扱われていなかったこと」、「メールアドレスの個々の漏洩は特定できなかったこと」が明らかにされた。

#### 2012年11月検出分
2012年11月21日、社内ネットワークに接続された筑波宇宙センターの職員業務用パソコン1台でコンピューターウイルスを検知、28日にこのパソコンが「イプシロンロケットの仕様や運用に関わる情報」および「イプシロンロケット開発に関連するM-Vロケット、H-IIAロケットおよびH-IIBロケットの仕様や運用に関わる情報」などの情報を収集し、外部に送信していた可能性があることが判明し、この事実を同月30日に発表した。同30日は三菱重工も宇宙事業関連情報が新型ウイルスにより外部に流出していた可能性があることを発表した。
2013年2月19日に調査結果が発表された。情報流出の原因となったウイルスの感染経路は、東日本大震災の4日後の3月15日に送られてきた被災者への支援金給付の案内を装ったなりすましメールの添付ファイルを、それと気付かずに職員が開けたことにあった。感染した端末に保存されていた情報は2011年3月17日から2012年11月21日までの1年5か月間、外部に送信され続けていた。

#### 2013年4月検出分
2013年4月18日にJAXAのサーバーの定期検査を行ったところ、4月17日深夜に何者かが筑波宇宙ステーションに勤務する職員のIDパスワードを使って不正にサーバに侵入していたことが判明した。また、これにより「国際宇宙ステーション日本実験棟「きぼう」の運用準備に使われる参考情報」、「「きぼう」運用関係者の複数のメーリングリスト」の情報が流出した可能性があることも判明し、JAXAはこの事実を同月23日発表した。その発表によると、不正なアクセスは日本と中国からされており、漏洩した可能性のある情報は、きぼうの作業手順書など18件と、JAXAや米航空宇宙局（NASA）の職員ら延べ約190人のメールアドレスリストだという。

#### 2021年4月報道分
2021年（令和3年）4月、警視庁公安部は、JAXAなど国内約200の企業や研究機関へのサイバー攻撃に関与した疑いが強まったとして、すでに日本から出国していた中国共産党員のシステムエンジニアの30代の男を私電磁的記録不正作出・同供用の容疑で書類送検した。男は2016年9月から17年4月に5回にわたり日本国内のレンタルサーバーを偽名で契約してサイバー攻撃を行っていた。警察によると男の背後には中国人民解放軍のサイバー攻撃専門組織「61419部隊」の関与があるとしている。JAXAによるとこの攻撃ではJAXAからの情報漏洩の被害はなかったという。

#### 2024年6月報道分
2024年6月、JAXAが2023年から2024年にかけて複数のサイバー攻撃を受けて、クラウドサービスのMicrosoft 365に保存している、防衛省、米航空宇宙局（NASA）、トヨタ自動車などの秘密保持契約を結んでいる外部の機関や企業などの機密性の高い文書ファイルが1万以上も流出した可能性があることが判明した。一方でロケットや衛星の運用などの安全保障に関わる機密情報は漏洩していないとのこと。2023年6月に外部のインターネットから調布航空宇宙センター内の研究用ネットワークに接続するためのVPN装置の欠陥を突かれてアクセスされ、JAXAの業務用ネットワークから役職員や派遣職員の認証情報5000件余りを盗まれ、その認証情報を元にMicrosoft 365に保存していた機密情報にアクセスされたことによる犯行であるという。

### その他の不祥事
- 2013年5月14日、JAXA角田宇宙センターに勤務していた46歳の主任研究員が、2009年ごろに知り合った女と共謀し、JAXAのロケット開発に関するプログラム更新を架空発注、2011年4月にその女が代表を務めていた東京のペーパーカンパニーに対しJAXAから現金約97万円を振り込ませたとして、宮城県警に詐欺容疑でその女とともに逮捕された。その後、当該主任研究員は2016年に有罪判決を受け、懲戒解雇されている[68][69][70]。

## その他

### コーポレートスローガン
JAXA発足以来、「空に挑み、宇宙を拓く」が使用されてきたが、2013年10月にJAXA発足10周年を記念して、新たに「Explore to Realize」と定められた。

### ロゴマーク
橋島康祐が図案を考案した。このロゴマークは「SUPER-OMEGA-ULTRA-ELITE-DELUXE aerospace logo tournament」で優勝した。

### イメージソング
JAXA が2004年（平成16年）末から2005年（平成17年）夏にかけて行った「JAXA宇宙の音楽募集キャンペーン」で募集した曲の中から審査員や一般投票による審査の結果、グランプリとなった E.Bakay / Vocal 河合夕子の『Radio Emission』がJAXAのイメージソングに採用された。また、他の最終審査会出場の作品とともに公開されている。

## JAXAに関係する日本政府の宇宙開発関連機関

### 最高戦略決定機関
各省庁ごとに分かれている宇宙開発政策を統合して一元的な宇宙開発を推進することを目的として、2008年8月27日に宇宙基本法が施行され、内閣に日本の宇宙基本計画における最高戦略決定機関となる宇宙開発戦略本部が設置されている。本部長は内閣総理大臣、副本部長は内閣官房長官と宇宙政策担当大臣、本部員はすべての国務大臣が務め、日本の宇宙開発における基本方針となる宇宙基本計画を策定する。宇宙基本計画に付帯される宇宙基本計画工程表では、JAXAも含めた日本の宇宙機関が行う宇宙機の開発と打ち上げの今後の長期的なスケジュールが示される。事務機能は後述の内閣府の宇宙開発戦略推進事務局が行う。

### 企画立案・省庁間調整機関
2012年7月13日に、宇宙政策の立案と各省間の統合調整を行う宇宙審議官を長とした要員数約30人の宇宙戦略室が内閣府の下に発足した。各省やJAXAなどの官側の司令塔的存在となる宇宙戦略室は、宇宙開発に関する企画立案と各省の調整を行い、宇宙政策委員会に策定した宇宙開発計画を報告し、調査と審議を受けていた。宇宙戦略室長は内閣官房の宇宙戦略本部事務局の事務局長代理を兼ね、宇宙戦略室の一部の幹部は宇宙戦略本部事務局付の事務局員でもあった。2016年4月1日に、内閣官房のスリム化の一環として宇宙開発戦略本部事務局が廃止、内閣府の宇宙戦略室が宇宙開発戦略推進事務局に改組され、宇宙開発戦略本部の事務機能も受け継ぐことになった。準天頂衛星システムは内閣府が所管することから、宇宙開発戦略推進事務局内には準天頂衛星システム戦略室が設置されている。

### 計画の審議・評価機関
2012年7月11日まで、JAXAは文部科学省に付随する審議会である宇宙開発委員会（最初は1968年に総理府に設置）により宇宙開発計画の審議と評価を、航空科学技術委員会により航空科学技術研究計画の審議と評価を受けていた。
2012年7月、宇宙戦略室の発足とともに文部科学省宇宙開発委員会が廃止され、宇宙開発戦略本部の本部長の内閣総理大臣の諮問を受けて宇宙開発計画の妥当性の審議や各省や宇宙機関への勧告を行う、7人以内の非常勤の有識者により構成される宇宙政策委員会と同委員会下の各部会も内閣府の下に発足した。
またJAXAを所掌する省庁別で見れば、宇宙開発委員会が廃止された文部科学省においては、科学技術・学術審議会の研究計画・評価分科会宇宙開発利用部会と航空科学技術委員会が本法人の研究開発に対する審議と評価を行うほか、2015年（平成27年）度以降はJAXAを所掌する総務・文部科学・経済産業の各省下に共通して設置された国立研究開発法人審議会の宇宙航空研究開発機構部会と、内閣府宇宙政策委員会の下に設置された国立研究開発法人宇宙航空研究開発機構分科会も本法人全体の審議と評価を行う。JAXAはこれらの機関の指導・監督を受けて宇宙開発の実務にあたることになる。以下に2019年（平成31年）度の主な審議・評価機関を列挙する。
内閣府
- 宇宙政策委員会
  - 宇宙安全保障部会
  - 宇宙民生利用部会
  - 宇宙産業・科学技術基盤部会
    - 宇宙法制小委員会
    - 宇宙科学・探査小委員会

  - 国立研究開発法人宇宙航空研究開発機構分科会

文部科学省
- 科学技術・学術審議会 研究計画・評価分科会 宇宙開発利用部会
- 科学技術・学術審議会 研究計画・評価分科会 航空科学技術委員会

総務・文部科学・経済産業省共通
- 国立研究開発法人審議会 宇宙航空研究開発機構部会

## JAXAに関係する日本政府以外の関連団体

### 管理運営先
- 財団法人「日本宇宙少年団」（YAC）
- 財団法人「日本宇宙フォーラム」（JSF）
- 財団法人「リモートセンシング技術センター」（RESTEC）
- NPO法人「日本スペースガード協会」（JSGA）

### 加盟団体・事務局
- 社団法人日本航空宇宙工学会
- 社団法人日本航空工学会
- 社団法人日本宇宙工学会
- 宇宙開発協議会（産官学連携機構）

### 業務委託・提携先
- ギャラクシーエクスプレス（倒産）
- IHIエアロスペース
- 京セラ
- 三菱重工業
- 宇宙開発協同組合SOHLA
- 日本電気
- 日本飛行機
- 日本航空電子工業
- 明星電気
- その他（施設管理や飛行士訓練などで役務を受けている）

### 加盟団体
- 日本惑星協会

## 参考資料
条約・協定・法令・政令関係
- 原典宇宙法（JAXA内サイト）
- 内閣府, 宇宙計画委員会資料
- 日本学術会議、第3部資料
- 省庁間連絡会議、宇宙利用推進協議会

研究開発関連
- 文部科学省、高等学術研究審議会資料
- 国立大学法人総合研究大学院大学
- JAXAリポジトリ（JAXA内サイト）
- JAXA出版物について（JAXA内サイト）
- 宇宙航空文献情報公開システム(AIREX)（JAXA内サイト）

各国宇宙航空研究開発公開資料
- アメリカ航空宇宙局
- ヨーロッパ宇宙機関
- ロシア連邦宇宙局

データ集
- 国立天文台（編） 『理科年表』 丸善

宇宙開発ポータル
- 宇宙のポータルサイトUniverse

## 関連図書
- 『宇宙おもしろ実験図鑑』（協力:宇宙航空研究開発機構 発行:PHP研究所）2012年 ISBN 978-4-569-78228-7